# Аль-Харис ибн Абд аль-Узза
Абу Кабша аль-Харис ибн Абд аль-Узза (араб. الحارث بن عبد العزى‎) — упоминаемый в хадисах приёмный отец пророка Мухаммеда, муж одной из молочных матерей Мухаммеда Халимы. Отца аль-Хариса звали Абд аль-Узза ибн Кисай. Имя «Абд аль-Узза» переводится как «раб богини аль-Узза».
Приёмные родители происходили из рода потомков Сад ибн Бакра племени Хавазин. Дети аль-Хариса — Абдулла, Аниса и Джудама стали молочными братьями и сестрами Мухаммеда. В жизнеописании Мухаммеда сообщается, что во время нахождения в приёмной семье у Мухаммеда произошёл первый случай чудесного «раскрытия сердца» Шарх-и Садр.